# League of the South
La League of the South è un'organizzazione politica statunitense di ideologia neo-confederatista e nazionalista bianca. Lo scopo dell'organizzazione è quella di creare una repubblica secessionista degli Stati Uniti meridionali facendo riferimento agli Stati Confederati d'America.

## Storia
L'organizzazione è stata costituita nel 1994 da Michael Hill ed altri, tra cui l'avvocato Jack Kershaw e lo storico libertario Thomas Woods. La Lega del Sud è stata chiamata in riferimento alla Lega dei meridionali uniti, un gruppo organizzato nel 1858 per plasmare l'opinione pubblica meridionale e alla Lega Nord, movimento populista di grande successo nel Nord Italia da cui il gruppo ha preso ispirazione.
Il primo incontro della Lega fu rappresentato con un gruppo di 40 uomini, 28 dei quali formarono un'organizzazione allora nota come The Southern League. Il nome è stato cambiato in The League of the South nel 1996 per evitare confusione con la Southern League of Minor League Baseball. Tra i primi membri c'erano professori del sud, incluso il presidente Michael Hill. Hill era un professore di storia britannica e specialista in storia celtica allo Stillman College, una scuola storicamente nera a Tuscaloosa. Tuttavia, Hill da allora ha lasciato la sua posizione di insegnante.
Nel 2000, alle elezioni presidenziali il gruppo ha sostenuto Pat Buchanan e il Reform Party.
Nel corso del tempo, le opinioni del gruppo sono diventate più estreme e i membri fondatori Grady McWhiney e Forrest McDonald avevano denunciato la leadership di Michael Hill e lasciato l'organizzazione nel 2004.
Dal 2007, la pubblicazione principale della Lega è stata The Free Magnolia, un tabloid trimestrale.